# لئونید خاچییان
لئونید خاچییان (ارمنی: Լեոնիդ Գենրիխովիչ Խաչիյան) ریاضی‌دان ارمنی‌تبار اهل ایالات متحده آمریکا است. آنا خاچیکیان دختر وی است. او بیشتر به خاطر الگوریتم بیضوی خود (1979) برای برنامه ریزی خطی معروف بود، که اولین الگوریتمی بود که دارای زمان اجرای چند جمله ای بود. اگرچه نشان داده شد که این الگوریتم غیرعملی است، اما الگوریتم های تصادفی دیگری را برای برنامه نویسی محدب الهام گرفته است و یک پیشرفت نظری قابل توجه در نظر گرفته می شود.